# 公期
公期（海南話拼音方案：gong1 hi2/gi1，漢語拼音：Gōng qī/gī），又稱軍坡（海南話拼音方案：gun1 po1，漢語拼音：Jūn pō）、婆期、公掃村、作年福、圓年、行符、公走村，是海南島最重要的地方地方文化習俗、民間節慶之一，是海南人為祭祖海南各地的公祖、婆祖、祖先、神靈、神話人物、歷史人物和佛教人物之生日舉行的神期節日。由於各村供奉的神主不同，每個城鎮的慶祝日期和活動都不盡相同。

## 来历
最早記載關於此類活動的是李光著作的《莊簡集》，有文獻推斷早在南宋，海南已形成類似的祀神活動。

## 拜公
公期有許多神靈供奉、祭拜，像冼太夫人，或各家、各氏的先祖。拜公目的是保佑能夠风调雨顺並使其對子孫後代安全。

## 習俗

### 闹公期
在公期的那天，民眾會組織村莊裏的壯漢抬着「公」，開始盛大的巡遊。村民會們跟隨着，揮舞着旗祈福。

### 吃公期
公期筵席的食材和食譜因地而異，每種都有自己的特色和魅力。例如，海府地區吃齋菜煲、白斬雞，定安吃黑豬，澄邁吃白蓮鵝、小黃牛，瓊海吃火燉豬肘、白切鴨、溫泉鵝，瓊北打邊爐等。

## 各地區情況
一到公期，每條村都會十分熱鬧，其熱鬧程度僅次於春節，會擺酒席請親朋一起吃公期，不少村會請瓊劇團演戲，和請道士做齋。

## 近況
2009年2月，中共海南省委宣傳部、海南省文明辦發通知，要求停止在公期中各種封建迷信活動，堅決反對公期活動中的浪費，又倡導一種新的勤儉節約方式文明過公期。
2012年2月，有海南省政协委员郑钢提出發展「公期」習俗文化的提案，將其打造為品牌特色。
2018年3月，海南省食品藥品監督管理局宣佈，為確保公期的食品安全，公期聚餐需申報備案。村（街）食品安全訊息員應當在公期前72小時內登記信息，並履行公期食品安全的主要職責。
2018年8月，海南省紀委監委詹君峰指，少數中國共產黨黨員幹部大操大辦公期，給社會造成了不良影響。
2019年12月，《海南省「十大不文明行為」徵集表》顯示「操辦公期（軍坡），佔道搭台、擺桌」供民眾選擇為「十大不文明行為」。
2020年1月，受到2019冠狀病毒病海南省疫情的影響，海口市民政局倡議民眾應停辦任何公期、軍坡、廟會、集市、集會等群體性聚集活動。

## 外部連結
- 绿农带您逛公期-第一站遵谭镇咸东村 （页面存档备份，存于）